# Срђа Кнежевић
Срђан „Срђа” Кнежевић (Београд, 15. април 1985) бивши је српски фудбалер а касније и фудбалски тренер.

## Играчка каријера
Кнежевић је прошао млађе категорије београдског Партизана. Био је на позајмицама у Телеоптику, Бежанији и Обилићу, а од сезоне 2007/08. постаје члан Партизановог првог тима. Наредне три сезоне је био првотимац и забележио је укупно 83 наступа у свим такмичењима. Са Партизаном је освојио три титуле првака Србије и два национална Купа. Крајем маја 2010. године потписао је трогодишњи уговор са Легијом  из Варшаве. За пролећни део такмичарске 2011/12. прослеђен је на позајмицу у бањалучки Борац. Имао је затим ангажман у Израелу да би се за други део такмичарске 2013/14. прикључио тадашњем суперлигашу ФК Раду. Један период је провео у јапанском Нагасакију, да би током лета 2015. потписао за ОФК Београд. Почетком 2016. потписао је за грчког друголигаша Агротикос Астерас. Годину дана касније прикључио се Новом Пазару за други део такмичарске 2016/17. у Суперлиги Србије. Наредни ангажман имао је у београдском Жаркову. Почетком 2024. године вратио се играчкој каријери и прикључио се Бежанији за пролећни део такмичења у Првој А београдској лиги.

## Трофеји

### Партизан
- Првенство Србије (3) : 2007/08, 2008/09, 2009/10.
- Куп Србије (2) : 2007/08, 2008/09.

### Легија
- Куп Пољске (1) : 2010/11.